# Toshiyuki Kubooka
Toshiyuki Kubooka (窪岡 俊之 Kubooka Toshiyuki?) es un animador, diseñador de personajes y director japonés. Es particularmente conocido por su trabajo en la serie OVA Giant Robo, así como por su trabajo en la serie Lunar e The iDOLM@STER. Nació en Hokkaido.

## Trabajos

### Anime

#### Series de televisión
Destaca papeles con funciones de dirección de series.
| Año  | Título                                     | Director(es)                    | Estudio                    | Funciones                                                                                     | Refs.         |
| ---- | ------------------------------------------ | ------------------------------- | -------------------------- | --------------------------------------------------------------------------------------------- | ------------- |
| 1983 | Seisenshi Dunbine                          | Yoshiyuki Tomino                | Sunrise                    | Animación clave (#37, 42)                                                                     | [ 1 ]         |
| 1984 | Jūsenki L-Gaim                             | Yoshiyuki Tomino                | Sunrise                    | Animación clave (#1, 5, 10)                                                                   | [ 2 ]         |
| 1985 | Chōjū Kishin Dancougar                     | Seiji Okuda                     | Ashi Productions           | Animación clave (#16, 21)                                                                     | [ 3 ]         |
| 1990 | Fushigi no Umi no Nadia                    | Hideaki Anno                    | Gainax Group TAC Sei Young | Guionista gráfico (#12, 31, 39) Director de episodio (#12) Director de animación (#2, 20, 36) | [ 4 ]         |
| 2002 | RahXephon                                  | Yutaka Izubuchi                 | Bones                      | Primera animación clave (#26)                                                                 | [ 5 ]         |
| 2004 | Gankutsuō                                  | Mahiro Maeda                    | Gonzo                      | Guionista gráfico (#3, 10, 15, 20) Animación clave (#11, 20, 24)                              | [ 6 ]         |
| 2004 | Beck                                       | Osamu Kobayashi                 | Madhouse                   | Guionista gráfico (#4)                                                                        | [ 7 ]         |
| 2007 | iDOLM@STER Xenoglossia                     | Tatsuyuki Nagai                 | Sunrise                    | Diseño de personajes originales                                                               | [ 8 ]         |
| 2007 | Kiss Dum: Engage Planet                    | Yasuchika Nagaoka Hidekazu Satō | Satelight                  | Animación clave (#OP) Diseño de subpersonajes (#20-26)                                        | [ 9 ]         |
| 2007 | Dennō Coil                                 | Mitsuo Iso                      | Madhouse                   | Animación clave (#1-2)                                                                        | [ 10 ]        |
| 2008 | Macross F                                  | Shōji Kawamori Yasuhito Kikuchi | Satelight                  | Animación clave (#OP1)                                                                        | [ 11 ]        |
| 2011 | The iDOLM@STER                             | Atsushi Nishigori               | A-1 Pictures               | Diseño de personajes originales                                                               | [ 12 ]        |
| 2015 | Aquarion Logos                             | Hidekazu Satō                   | Satelight                  | Guionista gráfico (#ED 1-2) Director de unidad (#ED 1-2)                                      | [ 13 ]        |
| 2017 | Shingeki no Bahamut: Virgin Soul           | Keiichi Satō                    | MAPPA                      | Guionista gráfico (#2)                                                                        | [ 14 ]        |
| 2018 | Harukana Receive                           | Toshiyuki Kubooka               | C2C                        | Director Director de episodio (#12) Guionista gráfico (#1-2; OP2) Animación clave (#12)       | [ 15 ]        |
| 2020 | Majo no Tabitabi                           | Toshiyuki Kubooka               | C2C                        | Director Director de episodio (#12) Guionista gráfico (#1, 4, 10, 12) Animación clave (#12)   | [ 16 ]        |
| 2022 | Berserk: Ōgon Jidai-hen - Memorial Edition | Yuta Sano                       | Studio 4°C                 | Director de episodios (#2-11, 13) Guionista gráfico (#1-13) Animación clave (#12-13)          | [ 17 ]        |
| 2023 | Benriya Saitō-san, Isekai ni Iku           | Toshiyuki Kubooka               | C2C                        | Director Guionista gráfico (#1, 3)                                                            | [ 18 ]        |
| 2023 | Shangri-La Frontier                        | Toshiyuki Kubooka               | C2C                        | Director Guionista gráfico (#1, 4, 10)                                                        | [ 19 ]        |
| 2024 | Shangri-La Frontier 2nd Season             | Toshiyuki Kubooka               | C2C                        | Director                                                                                      | [ 20 ] [ 21 ] |

#### Películas
Destaca papeles con funciones de dirección de series.
| Año  | Título                                         | Director(es)                                  | Estudio               | Funciones                                                          | Refs.         |
| ---- | ---------------------------------------------- | --------------------------------------------- | --------------------- | ------------------------------------------------------------------ | ------------- |
| 1982 | Densetsu Kyojin Ideon: Hatsudō-hen             | Yoshiyuki Tomino                              | Nippon Sunrise Sanrio | Animación                                                          | [ 22 ]        |
| 1982 | Densetsu Kyojin Ideon: Sesshoku-hen            | Yoshiyuki Tomino                              | Nippon Sunrise Sanrio | Animación                                                          | [ 23 ]        |
| 1985 | Lupin III: Babylon no Ougon Densetsu           | Seijun Suzuki Shigetsugu Yoshida              | Tokyo Movie Shinsha   | Animación clave                                                    | [ 24 ]        |
| 1985 | Odin: Kōshi Hansen Starlight                   | Toshio Masuda Eiichi Yamamoto Takeshi Shirato | Toei Animation        | Animación clave                                                    | [ 25 ]        |
| 1986 | Project A-Ko                                   | Katsuhiko Nishijima                           | A.P.P.P.              | Animación clave                                                    | [ 26 ]        |
| 1987 | Ōritsu Uchūgun: Honneamise no Tsubasa          | Hiroyuki Yamaga                               | Gainax                | Animación clave                                                    | [ 27 ]        |
| 2006 | Top wo Nerae! & Top wo Nerae 2! Gattai Movie!! | Kazuya Tsurumaki                              | Gainax                | Diseño de personajes                                               | [ 28 ]        |
| 2007 | Genius Party                                   | Shōji Kawamori                                | Studio 4°C            | Guionista gráfico Director de unidad                               | [ 29 ]        |
| 2012 | Berserk: Ōgon Jidai-hen I - Haō no Tamago      | Toshiyuki Kubooka                             | Studio 4°C            | Director jefe Director Animación clave                             | [ 30 ] [ 31 ] |
| 2012 | Berserk: Ōgon Jidai-hen II - Doldrey Kōryaku   | Toshiyuki Kubooka                             | Studio 4°C            | Director Animación clave                                           | [ 32 ]        |
| 2013 | Berserk: Ōgon Jidai-hen III - Kōrin            | Toshiyuki Kubooka                             | Studio 4°C            | Director Guionista gráfico Director de unidad Animación clave (#2) | [ 33 ]        |
| 2014 | The iDOLM@STER Movie: Kagayaki no Mukōgawa e!  | Atsushi Nishigori                             | A-1 Pictures          | Diseño de personajes                                               | [ 34 ]        |

#### ONAs
| Año  | Título                           | Director(es) | Estudio    | Funciones            | Refs.  |
| ---- | -------------------------------- | ------------ | ---------- | -------------------- | ------ |
| 2015 | Kanojo ga Kanji wo Suki na Riyū. | Akiko Saitō  | Studio 4°C | Diseño de personajes | [ 35 ] |

#### OVAs
Destaca papeles con funciones de dirección de series.
| Año  | Título                                             | Director(es) | Estudio                                      | Funciones | Refs.  |
| ---- | -------------------------------------------------- | --- | -------------------------------------------- | --- | ------ |
| 1985 | Greed                                              | Tomonori Kogawa | Filmlink International Bebow                 | Animación clave | [ 36 ] |
| 1986 | Cool Cool Bye                                      | Tomonori Kogawa | Filmlink International Bebow                 | Animación clave | [ 37 ] |
| 1987 | Project A-Ko 2: Daitokuji Zaibatsu no Inbō         | Yūji Moriyama | A.P.P.P.                                     | Animación clave | [ 38 ] |
| 1987 | Dirty Pair OVA                                     | Katsuyoshi Yatabe | Nippon Sunrise                               | Animación (#3, 6) | [ 39 ] |
| 1988 | Project A-Ko 3: Cinderella Rhapsody                | Yūji Moriyama | Studio Fantasia                              | Animación clave | [ 40 ] |
| 1988 | Top wo nerae! Gunbuster                            | Hideaki Anno Kazuya Tsurumaki                                                                                                | Gainax                                       | Director jefe de animación Director de animación (#1, 4) Diseño de personajes de animación Animación Animación clave (#2) | [ 41 ] |
| 1989 | Kidō Senshi Gundam 0080: Pocket no Naka no Sensō   | Fumihiko Takayama | Sunrise                                      | Director de animación (#2, 4-5) Animación final Animación del título (#2-6)                                               | [ 42 ] |
| 1989 | Baō Raihōsha                                       | Hiroyuki Yokoyama | Pierrot                                      | Animación clave | [ 43 ] |
| 1992 | Giant Robo the Animation: Chikyū ga Seishi Suru Hi | Yasuhiro Imagawa | Phoenix Entertainment                        | Diseño de personajes Guionista gráfico (#1-2) Director de animación (#1-2) Animación clave (#1-2)                         | [ 44 ] |
| 1994 | Giant Robo Gaiden Ginrei                           | Yasuhiro Imagawa | Phoenix Entertainment                        | Diseño de personajes | [ 45 ] |
| 1994 | Yamato 2520                                        | Takeshi Shirato Shigenori Kageyama Yoshinobu Nishizaki                                                                       | Studio Take Off                              | Diseño de personajes | [ 46 ] |
| 2008 | The iDOLM@STER Live For You!                       | Keiichiro Kawaguchi | Actas                                        | Diseño de personajes originales                                                                                           | [ 47 ] |
| 2008 | Batman: Gotham Knight                              | Futoshi Higashide (#2) Hiroshi Morioka (#3) Jong-Sik Nam (#6) Shōjirō Nishimi (#1) Toshiyuki Kubooka (#5) Yasuhiro Aoki (#4) | Bee Train Production I.G Madhouse Studio 4°C | Director (#5) Guionista gráfico (#5) Director de episodio (#5) Director de animación (#5) Animación clave (#5)            | [ 48 ] |
| 2012 | The iDOLM@STER Shiny Festa                         | Atsushi Nishigori | A-1 Pictures                                 | Diseño de personajes originales                                                                                           | [ 49 ] |

### Videojuegos
| Año  | Anime                             | Funciones                                     | Refs.  |
| ---- | --------------------------------- | --------------------------------------------- | ------ |
| 1992 | Lunar: The Silver Star            | Diseñador de personajes Director de animación |        |
| 1994 | Lunar: Eternal Blue               | Diseñador de personajes Director de animación |        |
| 1994 | Lunar 2: Eternal Blue             | Diseñador de personajes                       |        |
| 1996 | Lunar: Walking School             | Diseñador de personajes Director de animación |        |
| 1996 | Lunar: Silver Star Story          | Diseñador de personajes Director de animación |        |
| 1996 | Albert Odyssey: Legend of Eldean  | Diseñador de personajes                       | [ 50 ] |
| 1996 | Magic School Lunar!               | Diseñador de personajes Director de animación |        |
| 1996 | Lunar Legend                      | Diseñador de personajes                       |        |
| 2003 | Seishun Quiz: Colorful Highschool | Diseñador de personajes                       |        |
| 2005 | The iDOLM@STER                    | Diseñador de personajes                       |        |
| 2005 | Lunar: Dragon Song                | Diseñador de personajes                       |        |
| 2008 | Phantasy Star 0                   | Diseñador de personajes                       |        |